# Walking into Clarksdale
Walking into Clarksdale (с англ. — «Идущие в Кларксдэйл») — студийный альбом двух бывших участников группы Led Zeppelin — Джимми Пэйджа и Роберта Планта, выпущен лейблом Atlantic Records 21 апреля 1998 года.

## Об альбоме
Walking into Clarksdale был записан за 35 дней. Смикширован Стивом Альбини. Сингл «Most High» в 1999 году был награждён премией грэмми в номинации «Best Hard Rock Performance».
Название альбому дал городок Кларксдэйл, расположенный в Дельте Миссисипи, исторической родине дельта-блюза.
Альбом появился в Билбордовском чарте Billboard 200 на 8-й позиции, а в английском достиг 3-й. Сингл «Most High» занял первую позицию в чарте Mainstream Rock Tracks.
Новая версия песни «Please Read the Letter» появилась в 2007 году на совместном альбоме Планта и Элисон Краусс Raising Sand.
Песня «Blue Train» — выражение чувства скорби Планта в связи со смертью его первого сына Карака, который умер в июле 1977 года.

## Список композиций
авторы всех песен Пэйдж/Плант/Джонс/Ли
1. «Shining in the Light» — 4:01
2. «When the World Was Young» — 6:13
3. «Upon a Golden Horse» — 3:52
4. «Blue Train» — 6:45
5. «Please Read the Letter» — 4:21
6. «Most High» — 5:36
7. «Heart in Your Hand» — 3:50
8. «Walking into Clarksdale» — 5:18
9. «Burning Up» — 5:21
10. «When I Was a Child» — 5:45
11. «House of Love» — 5:35
12. «Sons of Freedom» — 4:08

бонус-трек в японском издании
1. «Whiskey from the Glass» — 3:01

«Most High» и «Shining in the Light» были выпущены в качестве синглов. «Most High» включал песню «The Window» в качестве би-сайда.

## Позиции в чартах

### Альбом
| Chart (1998)                                 | Наивысшая позиция |
| -------------------------------------------- | ----------------- |
| French Albums Chart                          | 5                 |
| Swedish Albums Chart                         | 17                |
| UK Albums Chart                              | 3                 |
| Finnish Albums Chart                         | 27                |
| Swiss Albums Chart                           | 31                |
| German Albums Chart                          | 13                |
| US Billboard The 200 Albums Chart            | 8                 |
| Canadian Billboard Top Canadian Albums Chart | 17                |
| Belgian Albums Chart (Walloonish)            | 22                |
| Belgian Albums Chart (Flemish)               | 27                |
| Dutch Albums Chart                           | 56                |
| Norwegian Albums Chart                       | 13                |
| Australian ARIA Top 50 Albums Chart          | 16                |
| Canadian RPM Top 100 Chart                   | 17                |
| Hungarian MAHASZ Top 40 Albums Chart         | 25                |
| New Zealand RIANZ Top 50 Albums Chart        | 11                |
| Austrian Albums Chart                        | 33                |

### Синглы с альбома
| Год  | Сингл                  | Чарт                                          | Позиция |
| ---- | ---------------------- | --------------------------------------------- | ------- |
| 1998 | «Most High»            | UK Singles Chart                              | 26      |
| 1998 | «Most High»            | US Billboard Hot Mainstream Rock Tracks Chart | 1       |
| 1998 | «Most High»            | Canadian RPM Top 100 Chart                    | 58      |
| 1998 | «Most High»            | Canadian RPM Alternative 30 Chart             | 8       |
| 1998 | «Shining in the Light» | US Billboard Hot Mainstream Rock Tracks Chart | 6       |

## Сертификации
| Country              | Sales    | Certification |
| -------------------- | -------- | ------------- |
| United States (RIAA) | 500,000+ | Gold          |

## Участники записи
- Джимми Пэйдж — акустические и электрические гитары, мандолина, сопродюсер
- Роберт Плант — вокал, сопродюсер
- Чарли Джонс — бас-гитара, перкуссия
- Майкл Ли — Ударные, перкуссия
- Tim Whelan — клавишные в «Most High»
- Ed Shearmur — Programming and string pads on «Most High»
- Lynton Naiff — String arrangements on «Upon a Golden Horse»
- Steve Albini — Engineer, recording technician
- Paul Hicks — Assistant engineer
- Anton Corbijn — Photography
- Cally — Design